# Samwel Melkonian
Samwel Melkonian (orm. Սամվել Մելքոնյան, ur. 15 marca 1984 w Erywaniu) – ormiański piłkarz grający na pozycji prawego pomocnika. Od 2013 jest zawodnikiem klubu Gandzasar Kapan.

## Kariera klubowa
Swoją karierę piłkarską Melkonian rozpoczął w klubie Bananc Erywań. W 2002 roku awansował do kadry pierwszego zespołu i wtedy też zadebiutował w nim w rozgrywkach pierwszej ligi ormiańskiej. W zespole Bananca występował do 2007 roku. Zdobył z nim Puchar Armenii w 2007 oraz wywalczył trzy wicemistrzostwa tego kraju w latach 2003, 2006 i 2007.
W 2008 roku Melkonian przeszedł do ukraińskiego Metałurha Donieck. Grał w nim przez rok, po czym w 2009 roku wrócił do Bananca Erywań. W 2010 roku został z nim wicemistrzem kraju.
W 2011 roku Melkonian przeszedł do Miki Erywań. Swój debiut w Mice zaliczył 5 marca 2011 w zremisowanym 1:1 wyjazdowym meczu z Araratem Erywań. W Mice grał przez rok.
W styczniu 2012 roku Melkonian podpisał kontrakt z Czernomorcem Burgas. Debiut w Czernomorcu zanotował 4 marca 2012 w zwycięskim 2:0 domowym meczu z CSKA Sofia. W Bułgarii spędził pół sezonu.
Latem 2012 Melkonian wrócił do Armenii i został zawodnikiem klubu Ulis Erywań. Zadebiutował w nim 10 sierpnia 2012 w przegranym 1:2 domowym meczu z Miką Erywań.
W trakcie sezonu 2012/2013 Melkonian przeszedł z Ulisu do Gandzasaru Kapan. Swój debiut w nim zaliczył 9 marca 2013 w zwycięskim 2:1 domowym meczu z Impulsem Diliżan. W maju 2014 wystąpił z Gandzasarem w przegranym 1:2 finale Pucharu Armenii z Pjunikiem Erywań.
| Sezon   | Klub               | Kraj     | Rozgrywki        | Mecze | Bramki |
| ------- | ------------------ | -------- | ---------------- | ----- | ------ |
| 2002    | Bananc Erywań      | Armenia  | Barcragujn chumb | 12    | 1      |
| 2003    | Bananc Erywań      | Armenia  | Barcragujn chumb | 17    | 3      |
| 2004    | Bananc Erywań      | Armenia  | Barcragujn chumb | 23    | 8      |
| 2005    | Bananc Erywań      | Armenia  | Barcragujn chumb | 22    | 3      |
| 2006    | Bananc Erywań      | Armenia  | Barcragujn chumb | 28    | 8      |
| 2007    | Bananc Erywań      | Armenia  | Barcragujn chumb | 27    | 10     |
| 2007/08 | Metałurh Donieck   | Ukraina  | Premier-liha     | 8     | 0      |
| 2008/09 | Metałurh Donieck   | Ukraina  | Premier-liha     | 8     | 0      |
| 2009    | Bananc Erywań      | Armenia  | Barcragujn chumb | 25    | 12     |
| 2010    | Bananc Erywań      | Armenia  | Barcragujn chumb | 28    | 9      |
| 2011    | Bananc Erywań      | Armenia  | Barcragujn chumb | 2     | 0      |
| 2011    | Mika Erywań        | Armenia  | Barcragujn chumb | 12    | 0      |
| 2011/12 | Czernomorec Burgas | Bułgaria | A PFG            | 10    | 0      |
| 2012/13 | Ulis Erywań        | Armenia  | Barcragujn chumb | 11    | 1      |
| 2012/13 | Gandzasar Kapan    | Armenia  | Barcragujn chumb | 8     | 1      |
| 2013/14 | Gandzasar Kapan    | Armenia  | Barcragujn chumb | 21    | 3      |
| 2014/15 | Gandzasar Kapan    | Armenia  | Barcragujn chumb |       |        |

## Kariera reprezentacyjna
W reprezentacji Armenii Melkonian zadebiutował 3 września 2005 w przegranym 0:1 meczu eliminacji do MŚ 2006 z Holandią, rozegranym w Erywaniu. W swojej karierze grał także w eliminacjach do Euro 2008 i do MŚ 2010. Od 2005 do 2010 rozegrał w kadrze narodowej 29 meczów.

## Życie prywatne
Ma dwie córki.